# Кулаківська Ольга Петрівна
Ольга Петрівна Кулакі́вська (10 червня 1920, Жміївка, Київська область — 25 березня 2005, Київ) — українська вчена у галузях зоології та паразитології, фахівець з гельмінтів риб, професор (1976), доктор біологічних наук (1970). Авторка понад 170 наукових праць, зокрема 3 монографій.

## Життєпис
У 1946 році закінчила кафедру зоології безхребетних біологічного факультету Київського державного університету. Після цього з перервами працювала у Львівському зооветеринарному інституті (зараз Львівський національний університет ветеринарної медицини та біотехнологій імені Степана Гжицького) до 1997 року. Також протягом 1948—1964 і 1970—1974 працювала у львівському природознавчому музеї, у 1963—1964 і 1967—1969 — у Інституті зоології АН УРСР, у 1964—1967 — у Інституті гідробіології АН УРСР. Після виходу на пенсію жила у Києві, продовжувала дослідження з науковцями Інституту зоології НАН України.

## Дисертації
У 1955 році захистила кандидатську дисертацію на тему «Паразиты рыб бассейна верхнего Днестра» і у 1969 році — докторську на тему «Цестоды пресноводных рыб Украинской ССР» (обидві під керівництвом академіка О. П. Маркевича).